# Барвінок (Польща)
Барвінок (пол. Barwinek) — лемківське село в Польщі, у гміні Дукля Кросненського повіту Підкарпатського воєводства.
Населення — 254 особи (2011).
Розташоване в південно-східній частині Польщі, у Низьких Бескидах біля Дуклянського перевалу на кордоні з Словаччиною.
На кордоні в будівлі колишньої митниці знаходиться магазин.

## Історія

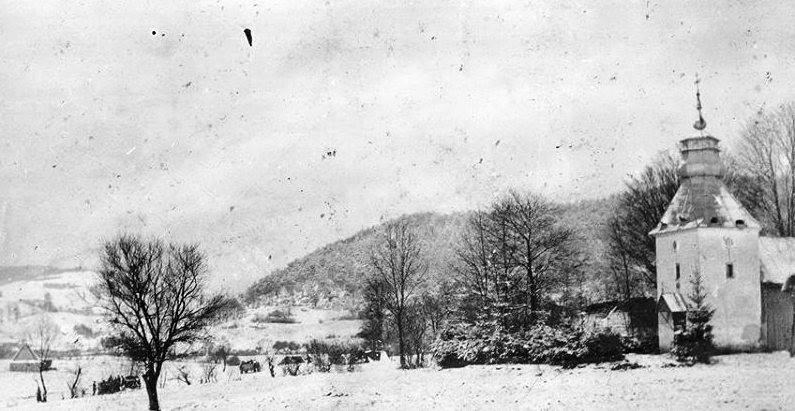
Церква Різдва Пресвятої Богородиці (1821—1944(?))

Село виникло в 14 столітті. Закріпачене на волоському праві.
За податковим реєстром 1581 р. село у Бецькому повіті було власністю за волоським правом Октавіана Ґучі; осідок парохії, в селі було 13 селянських дворів і господарство солтиса.
17 червня (5 за старим стилем) 1849 року для придушення угорського заколоту з Дуклі на Закарпаття через село пройшли російські війська генерал-лейтенанта Бєлогужева (піхотна бригада з дивізійною артилерією, саперна рота і три сотні донських козаків з двома гарматами), зайняли Вишній Комарник та прикривали склади і шляхи постачання експедиційного корпусу.
За переписом 1900 р. в селі проживало 475 мешканців (394 греко-католики, 47 римо-католиків, 32 юдеї та 2 інших визнань). У ХІХ-ХХ ст. Кросненський повіт був підданий інтенсивній латинізації та полонізації, через що змінювались конфесійні та національні пропорції. 
У 1939 році в селі проживало 610 мешканців (470 українців, 110 поляків, 10 євреїв і 20 циган).
Після Другої світової війни Лемківщина, попри сподівання лемків на входження в УРСР, була віддана Польщі, а корінне українське населення примусово-добровільно вивозилося в СРСР (82 родини). Згодом, у період між 1945 і 1947 роками, у цьому районі тривала боротьба між підрозділами УПА та радянським військами. Решту лемків (37 осіб) в 1947 році між 25 і 31 травня в результаті операції «Вісла» було депортовано на понімецькі землі Польщі, на їх місце були поселені поляки.
У 1975—1998 роках село належало до Кросненського воєводства.

## Демографія
Демографічна структура станом на 31 березня 2011 року:
|          | Загалом | Допрацездатний вік | Працездатний вік | Постпрацездатний вік |
| -------- | ------- | ------------------ | ---------------- | -------------------- |
| Чоловіки | 133     | 42                 | 83               | 8                    |
| Жінки    | 121     | 32                 | 68               | 21                   |
| Разом    | 254     | 74                 | 151              | 29                   |